# Marie Gebhard Arnold
Marie Gebhard Arnold (Erstfeld, 25 augustus 1921 - Menzingen, 1 augustus 2013) was een Zwitserse onderwijzeres, schrijfster en dichteres.

## Biografie

### Afkomst en opleiding
Marie Gebhard Arnold was een dochter van Gebhard Arnold, die bij de Zwitserse federale spoorwegen (SBB/CFF/FFS) werkte, en van Marie Dittli. De volgde les aan de normaalschool van Menzingen en ging er in 1943 aan de slag als onderwijzeres.

### Carrière
Van 1943 tot 1955 was Arnold onderwijzers in Küssnacht en vervolgens van 1955 tot 1986 in Gurtnellen. Nadat ze theologie voor leken had gestudeerd, verkreeg ze in 1964 de missio canonica.
Vanaf 1973 was ze tevens lid van de Innerschweizer Schriftstellerverein. Haar literair œuvre bevat zowel gedichten, waaronder religieuze teksten, zoals Der Saum seines Kleides uit 1989, maar ook theaterstukken, zogenaamde Festspiele, zoals Drei Weihnachtsstücke uit 1983, en verhalen, hetzij in het Duits, hetzij in het dialect van Uri.

## Onderscheidingen
- Ereburger van Gurtnellen (1980)